# جولیا سیسا
جولیا سیسا (انگلیسی: Giulia Sissa؛ زادهٔ ۱۶ ژوئن ۱۹۵۴) استاد دانشگاه اهل ایتالیا است.
او محقق ادبیات کلاسیک و تاریخ فلسفه و استاد برجسته علوم سیاسی در دانشگاه کالیفرنیا، لس آنجلس است.

## زندگی
او در شهر منتووا، ایتالیا بدنیا آمد. او سال ۱۹۷۷ از دانشگاه پاویا در رشته ادبیات کلاسیک فارغ‌التحصیل شد و سال ۱۹۷۹ از مدرسه عالی مطالعات علوم اجتماعی در پاریس دیپلم مطالعات پیشرفته دریافت کرد و در سال ۱۹۸۳ دکتری خود را دریافت کرد. او در لابراتوار انسان‌شناسی اجتماعی در کلژ دو فرانس و در مرکز ملی پژوهش‌های علمی فرانسه در پاریس مشغول تحقیق بود. همچنین در دانشگاه جانز هاپکینز استاد و رئیس دپارتمان ابیات کلاسیک بود.

## آثار
از جمله آثار او کتاب دموکراسی: اختراع ایرانی؟ به بررسی صحبت‌های هوتن هخامنشی در نشست تعیین نظام حکومتی ایران در زمان هخامنشیان می‌پردازد.